# Simophis rhinostoma
Simophis rhinostoma är en ormart som beskrevs av Hermann Schlegel 1837. Simophis rhinostoma ingår i släktet Simophis och familjen snokar. Inga underarter finns listade i Catalogue of Life. Enligt The Reptile Database är arten ensam i släktet Simophis.
Arten förekommer i Paraguay samt i de brasilianska delstaterna Bahia, Minas Gerais, Goiás, São Paulo, Mato Grosso, Mato Grosso do Sul och Paraná. Honor lägger ägg.
Med en längd upp till 75 cm är Simophis rhinostoma en liten och smal orm. Den lever på skogsgläntor och på jordbruksmark.